# Beast from the East
Beast from the East es el primer álbum en vivo de la banda estadounidense de hard rock y heavy metal Dokken, publicado en 1988 por el sello Elektra Records. Su grabación se llevó a cabo entre el 20 y 30 de abril del mismo en Tokio, Japón.
Alcanzó la posición 33 en el Billboard 200 y consiguió disco de oro por la Recording Industry Association of America (RIAA) en 1989, siendo desde entonces la última certificación discográfica para la banda otorgada en los Estados Unidos. Por otro lado, posee una nueva pista de estudio llamada «Walk Away», que fue lanzada como sencillo promocional pero sin éxito en las listas musicales.
En 1990, Dokken con este disco recibió su única nominación a los premios Grammy en la categoría mejor interpretación de metal, pero perdió ante «One» de Metallica.

## Lista de canciones
| N.º | Título                                 | Escritor(es)          | Duración |  |
| 1.  | «Unchain the Night»                    | Dokken                | 5:38     |  |
| 2.  | «Tooth and Nail»                       | Lynch, Pilson, Brown  | 3:18     |  |
| 3.  | «Dream Warriors»                       | Lynch, Pilson         | 4:09     |  |
| 4.  | «Kiss of Death»                        | Dokken, Lynch, Pilson | 5:21     |  |
| 5.  | «When Heaven Comes Down»               | Lynch, Pilson, Brown  | 3:44     |  |
| 6.  | «Into the Fire»                        | Dokken, Lynch, Pilson | 5:02     |  |
| 7.  | «Mr. Scary»                            | Lynch, Pilson         | 7:00     |  |
| 8.  | «Heaven Sent»                          | Dokken, Lynch, Pilson | 5:12     |  |
| 9.  | «It's Not Love»                        | Dokken                | 6:14     |  |
| 10. | «Alone Again»                          | Dokken, Pilson        | 5:34     |  |
| 11. | «Just Got Lucky»                       | Lynch, Pilson         | 5:02     |  |
| 12. | «Breaking the Chains»                  | Dokken, Lynch         | 5:21     |  |
| 13. | «In My Dreams»                         | Dokken                | 5:02     |  |
| 14. | «Walk Away» (nueva canción de estudio) | Dokken, Lynch, Pilson | 4:30     |  |

## Músicos
- Don Dokken: voz
- George Lynch: guitarra líder
- Jeff Pilson: guitarra rítmica, bajo, teclados y coros
- Mick Brown: batería y coros